# Moritz Baumgartner
Moritz Baumgartner (* 26. Februar 1844 in Cham; † 16. Dezember 1900 ebenda; katholisch, heimatberechtigt in Cham) war ein Schweizer Politiker (Katholisch-Konservative).

## Biografie
Moritz Baumgartner wurde am 26. Februar 1844 als Sohn des Heinrich Baumgartner in Cham geboren. Nach dem Besuch der Primar- und Sekundarschule in Cham war Baumgartner als Landwirt und dazu von 1893 bis 1900 als Einnehmer der Zuger Kantonalbank in Cham beschäftigt. Ausserdem fungierte er von 1874 bis 1883 als Kassations- und Revisionsrichter, im Jahr 1894 als Mitglied der Verfassungskommission sowie von 1898 bis 1900 als Friedensrichter.
Moritz Baumgartner, der mit Katharina, der Tochter des Landwirts, Land- und Verfassungsrats Elias Bernhard Bütler, verheiratet war, starb am 16. Dezember 1900 im Alter von 56 Jahren in Cham.

## Politische Funktionen
Auf kommunaler Ebene war er von 1867 bis zu seiner Abwahl im Jahr 1888 als Gemeindeschreiber tätig. Daneben amtierte er von 1880 bis 1900 als Bürgerpräsident von Cham. Auf kantonaler Ebene gehörte der katholisch-konservative Politiker Baumgartner von 1872 bis 1900 dem Kantonsrat, wo er 1900 Vizepräsident war, an. Zudem war er im Jahr 1885, wo er allerdings abgewählt wurde, sowie von 1889 bis 1898 im Regierungsrat vertreten.
Moritz Baumgartner war ein einflussreicher katholisch-konservativer Führer, in den politischen Kämpfen der 1870er Jahre heftiger Gegner der Liberalen, forderte er 1876 erfolglos das Proporz-Wahlrecht, das schliesslich 1894 eingeführt wurde.